# Evaza interrupta
Evaza interrupta är en tvåvingeart som beskrevs av James 1969. Evaza interrupta ingår i släktet Evaza och familjen vapenflugor. Inga underarter finns listade i Catalogue of Life.